# Brachythecium athrocladum
Brachythecium athrocladum là một loài rêu trong họ Brachytheciaceae. Loài này được Mitt. Paris mô tả khoa học đầu tiên năm 1900.